# Shamal (huyện)
Shamal là một huyện thuộc tỉnh Khowst, Afghanistan. Dân số thời điểm năm 1999 là 8,417 người.